# John de la Fuente
John de la Fuente is een Surinaams bestuurder. Hij was in de loop van de jaren districtscommissaris in verschillende districten.

## Biografie
John de la Fuente werd in circa 1946/1947 geboren. Nadat het vlot Sterke Yerke III bij Bonaire zonk, behoorde De la Fuente in 1980 tot de duikers die een poging deden het vlot weer boven water te krijgen. Daarnaast werkte hij in die tijd in Oranjestad, Aruba, als fysiotherapeut.
De la Fuente was van 1997 tot 2000 districtscommissaris (dc) van Commewijne en diende daarnaast in districten als Wanica en Marowijne. In februari 2015 keerde hij uit zijn pensioen terug als dc om het gat op te vullen dat was ontstaan in Para. De regering-Bouterse wilde dat er rond de verkiezingen van 2015 een ervaren dc zou zitten op die post. Hij was toen 69 jaar oud. In augustus 2016 stapte hij terug en vervolgde hij zijn pensioen.